# Milchling von Schönstadt

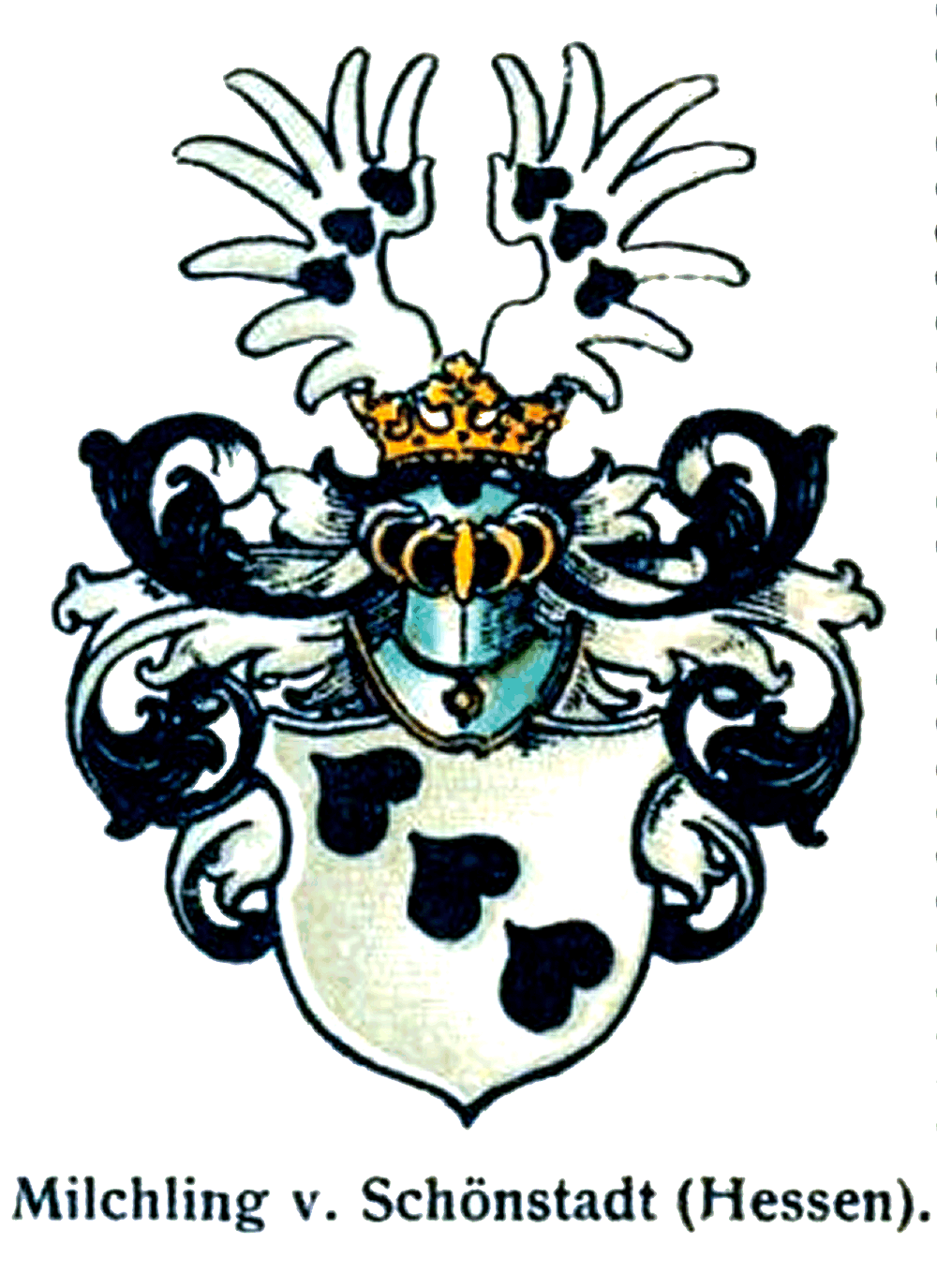

Milchling von Schönstadt ist der Name eines erloschenen hessischen Uradelsgeschlechts.

## Geschichte
Das Geschlecht führt ursprünglich den Namen „von Michelbach“ und ist stammverwandt mit den Schutzbar genannt Milchling und den Nordeck zur Rabenau. Mit Conradus Milchling de Schonenstadt, 1331–1366 als Ritter, wurde die Familie zuerst urkundlich genannt. Er war Nachfahre einer Schwester des 1233–1255 urkundlich genannten Conradus Micheline de Nordecken. Das Geschlecht gehört zur Althessischen Ritterschaft.
Noch 1592 hatten die Milchling von Schönstadt die Zehntrechte in Rondehausen und bis 1789 das Patronatsrecht in Oberrosphe inne.
Mit Dietrich Georg Milchling von Schönstadt (1869–1937) ist die Familie im Mannesstamm erloschen.

## Wappen

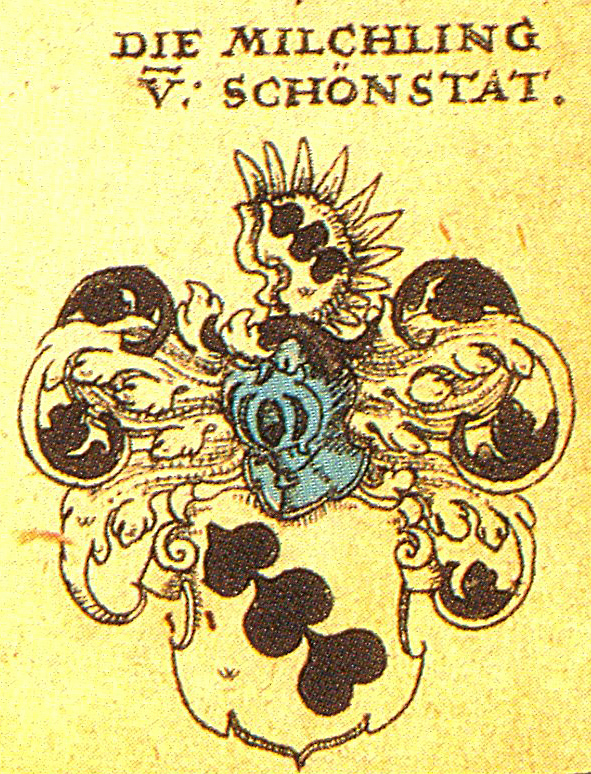
Wappen der Milchling von Schönstadt in Siebmachers Wappenbuch

Blasonierung: In Silber drei schrägrechte, hintereinander gestellte, gestürzte, schwarze Seerosenblätter (Herzen). Auf dem Helm mit schwarz-silbernen Decken ein wie der Schild bezeichneter, offener Flug.

## Angehörige
- Johann Milchling von Schönstadt, 1540 und 1542 Amtmann im Amt Eilhausen[3] und 1544 Lehnsnehmer zu Burg Helmighausen
- Karl Milchling von Schönstadt († 1642/1643), als „der Fertige“ (Nr. 282) Mitglied der Fruchtbringenden Gesellschaft
- Carl Theodor Milchling von Schönstadt (1755–1825), Gutsbesitzer, Oberstallmeister und Abgeordneter im Fürstentum Waldeck
- Dietrich Georg Milchling von Schönstadt (1869–1937), deutscher Oberst und Sicherheitspolizeikommandeur